# بقينة
بقينة (الاسم العلمي: Coreopsidinae) هي عمارة نباتية تتبع فصيلة النجمية من رتبة النجميات.

## أجناس
- البقية أو زهرة البق (الاسم العلمي: Coreopsis)
- القسموس (الاسم العلمي: Cosmos)
- البيدن (الاسم العلمي: Bidens)
- الأضاليا (الاسم العلمي: Dahlia)
- الفيطشية (الاسم العلمي: Fitchia)
- الأقيحوان (الاسم العلمي: Chrysanthellum)